# Gängeviertel (Königsberg)
Das Gängeviertel war ein kleiner Stadtteil in Königsberg i. Pr. Vor 1905 wurde er abgerissen.

## Lage
Wo der Unterrollberg in die Unterlaak mündete, gab es vor 1905 das Gängeviertel mit Brettergang, Steinergang, Bobossengang, Schlickengang und Schlangenwinkel. Namensgeber des Bobossengangs war der dortige Bierausschank von Emanuel Poboß. Als das Gängeviertel 1911 abgebrochen wurde, ging der Name offiziell auf Flinsenwinkel über.

## Flinsenwinkel
Königsberg hatte drei Flinsenwinkel: Der älteste war am Alten Garten, der durch die Wälle von 1626 vom  Nassen Garten abgeschnitten war; diese Sackgasse „wurde im Dunkeln gern benutzt“. Der zweite war die Sackgasse im Gängeviertel südlich der Großen Sandgasse; offiziell hieß sie Schlangenwinkel, dann Thomasgasse. Der dritte war die Kehrwiedergasse an der Friedmannstraße westlich vom Garnisonlazarett.
Auch Darkehmen,  Gerdauen, Heiligenbeil und Wehlau hatten Flinsenwinkel. Den Namen hatten sie von den vielen  Häufchen, die die Ostpreußen an  Flinsen erinnerten.